# 남기일
남기일(南基一, 1974년 8월 14일~)은 대한민국의 은퇴한 축구 선수이자 현 축구 지도자로 선수 시절 제주 SK, 전남 드래곤즈, 성남 FC, 천안 시티 등에서 공격수로 활약하였다.

## 개요
전라남도 순천시에서 태어나 순천중앙초등학교, 광주북성중학교, 금호고등학교, 경희대학교 축구부를 거쳤다. 강한 파워를 바탕으로 한 쉴새 없는 돌파로 상대 수비진을 당황시켜 '탱크'라는 별명이 붙었다.

## 학력
- 순천중앙초등학교
- 광주북성중학교
- 금호고등학교
- 경희대학교

## 구단 경력
경희대학교를 졸업하고 1997년 부천 SK에 입단하여 교체 선수로 꾸준히 활약하다가 2001년부터 주전으로 도약했다. 2001년 35경기에 출장, 9골을 성공시키며 부천 SK 공격진의 중심으로 자리잡았다.
2003년 9월 21일 전남 드래곤즈와의 원정 경기에서 K리그 통산 41번째로 20-20클럽에 가입하였다. 2004년 김길식을 상대로 전남 드래곤즈에 트레이드되었지만, 2003년 부천 SK 선수 시절에 전남 드래곤즈를 상대했던 경기에서 2-3으로 뒤진 상황에서 극적으로 골을 넣은 뒤 전남 드래곤즈 서포터들을 모욕하는 자극적인 세레모니를 해 전남 드래곤즈 서포터들은 폭력 사태를 유발했던 그를 받아들이지 못하였다. 비록 공식적으로 사과하긴 했지만 결국 1년 뒤인 2005년 다시 성남 일화 천마로 이적하게 되어 주로 교체 멤버로 들어가서 경기 흐름을 바꾸는 조커 역할을 수행하였고, 2006년 K리그 우승, 2007년 K리그 준우승 등에 공헌하였다. 2005년 7월 3일 FC 서울과의 홈 경기에서는 자신의 프로 통산 첫 해트트릭을 기록하기도 하였고, 2007년 4월 7일 울산 현대와의 원정 경기에서 K리그 통산 19번째로 30-30클럽에 가입하였다. 2009년 천안시청에 플레잉코치로 이적했다. 2010 시즌 종료 후 선수 생활을 마감하였다.

## 지도자 경력
2009년부터 2년 간 천안시청에서 플레잉 코치로 활약한 후, 2011년에 창단한 광주 FC의 코치로 부임하였다. 광주 FC에서 수석코치를 맡고 있었던 중 2013년 8월 여범규 감독이 성적 부진으로 사퇴했을 때 일부 코치들까지 동반 사퇴하자 감독 대행을 맡으며 시즌을 마무리했다. 2014 시즌에 광주의 K리그 클래식 승격을 이끌었으며, 광주의 클래식 승격 공로로 2015년 1월 4일 정식 감독으로 승격되었다. 1부 리그에서의 첫 시즌인 2015 시즌 개막 후 첫 달인 3월 3경기에서 승격 팀임에도 2승 1무의 좋은 성적을 기록하며 K리그 클래식 이달의 감독으로 선정되었다.
이후 승격 팀 최초로 K리그 클래식 잔류를 이끌었으며 2016 시즌에도 클래식 잔류를 이끌어 냈다. 이 무렵에는 AFC 공인 지도자 P급 자격을 취득했다. 그러나 2017년 8월 14일 성적 부진으로 사임했고, 후임으로는 김학범이 선임되었다.
2017년 12월 6일에 박경훈의 후임으로 성남 FC의 감독으로 자리를 옮겼으며, 2018 시즌 성남 FC의 K리그2 준우승으로 팀의 1부 리그 승격을 이끌었다. 물론 성남 부임 후 첫 1부 리그 시즌이었던 2019년에는 시즌 중 구단과의 마찰이 있었지만 그럼에도 불구하고 성남의 1부 잔류를 이끌어내는 성과를 보였다.
2019 시즌을 마감하고 김남일에게 성남의 감독직을 넘긴 후, 친정 팀 제주 유나이티드 FC의 감독으로 선임되었다. 그리고 제주 유나이티드 FC의 K리그1 승격을 이끌었다.
성적 부진으로 2023년 9월 26일에 사퇴했다. 감독 대행은 정조국이 맡는다.

## 그 외
2009년 2월 모교인 경희대학교 스포츠 경영 대학원에서 '프로축구 지도자의 리더십 유형에 따른 조직유효성 결정요인에 관한 연구'를 주제로 역대 대한민국 축구 선수 최초로 박사학위를 취득하였다.

## 경력 목록

### 클럽 경력
- 1997년 ~ 2003년  부천 SK
- 2004년  전남 드래곤즈
- 2005년 ~ 2008년  성남 일화 천마
- 2009년 ~ 2010년  천안시청

## 수상 내역

### 개인
- 2001년 K리그 베스트 11 선정

### 클럽

#### 부천 SK
- K리그 준우승 1회 (2000년)
- 리그컵-아디다스 컵 준우승 1회 (1998년)
- 리그컵-필립모리스 컵 준우승 1회 (1998년)
- 리그컵 우승 1회 (2000년)

#### 성남 일화 천마
- K리그 우승 1회 (2006년)
- K리그 준우승 1회 (2007년)
- 리그컵 준우승 1회 (2006년)

### 지도자

#### 광주 FC,성남 FC,제주 유나이티드 FC
- K리그2 승격 3회 (2014, 2018, 2020)

#### 제주 유나이티드
- K리그2 : 우승 (2020)